# EURECA-PRO
EURECA-PRO (en anglais : European University on Responsible Consumption and Production) est un réseau universitaire européen, créé dans le cadre des universités européennes promues par le programme Erasmus+ de la Commission européenne.

## Objectifs
L'alliance EURECA-PRO s'inscrit dans le cadre de l’objectif de développement durable (ODD) n° 12 de l’Organisation des Nations unies « Consommation et production durables ».
La vision à long terme d’EURECA-PRO est d’être, en 2040, le noyau éducatif européen et le leader de la recherche et de l’innovation interdisciplinaires en matière de consommation et de production durables de ressources, de biens et de matériaux.
Cela comprend les aspects technologiques, écologiques, politiques, économiques et sociétaux et leur transfert dans la société et l’industrie pour atteindre la réduction de CO2 visée et les pratiques de durabilité associées du Pacte Vert de l’UE d’ici à 2050.

## Membres de l'alliance
L’alliance EURECA-PRO réunit 9 universités implantées dans 8 pays européens. Elle est composée de :
1. l’Université Technique Bergakademie de Freiberg
2. l’Université des sciences appliquées de Mittweida (de)
3. l’Université de Leoben
4. l’Université de Hasselt
5. l’Université de León
6. l'Université de Lorraine[1]
7. l’Université technique de Crète
8. l’Université technologique de Silésie
9. l’Université de Petroșani (ro).